# Lilian Soto
Lilian Susana Soto Badui (Asunción, 15 de diciembre de 1962) es una médica, política y activista feminista del Paraguay, además de académica en el campo de las políticas públicas de igualdad y los estudios de género.

## Biografía
Estudió medicina en la Universidad Nacional de Asunción, graduándose como Doctor en Medicina y Cirugía; es Máster en Políticas Públicas y Administración (MPA) por la Universidad de Ohio de Estados Unidos, Diplomada en Presupuestos Públicos Pro Equidad de Género contra la Pobreza en América Latina y el Caribe de la Facultad Latinoamericana de Ciencias Sociales (FLACSO) de México.
Entre los años 1991 y 1998 fue concejala de la Municipalidad de Asunción por el Movimiento Asunción Para Todos (APT), el cual ganó la Intendencia Municipal de Asunción en las primeras elecciones municipales posdictadura. Por dos periodos consecutivos fue líder de su bancada, como Vicepresidenta y Presidenta de la Junta Municipal y fundadora de la Red de Mujeres Munícipes del Paraguay, de la que fue su primera titular.  
Entre los años 2008 y 2012 fue Ministra Secretaria de la Función Pública, en el primer gobierno no colorado desde la caída del dictador Alfredo Stroessner. En marzo de 2012 presentó su renuncia para candidatarse a la Presidencia del Gobierno por el movimiento político Kuña Pyrenda.

## Trayectoria política
Se inició en la política como dirigente estudiantil. En el Frente de Estudiantes de Medicina (FEM) se desempeñó como Secretaria General, también fue Presidenta del Centro de Estudiantes de Medicina y Secretaria General de la Federación de Estudiantes Universitarios del Paraguay (FEUP). 
Además representó a la Asociación de Médicos del Hospital de Clínicas ante el Consejo de Delegados de la Central Unitaria de Trabajadores (CUT).
Fue candidata a la Presidencia de la República del Paraguay (periodo 2013-2018), por el Movimiento Kuña Pyrenda, alcanzando el  0,16% de votantes a nivel país. Su programa de gobierno incluyó los siguientes ejes: democracia de la tierra, ambiente sano, vida libre de violencia y discriminaciones, derechos para todos, transformación social para la igualdad, democracia radical y Latinoamérica unida
En abril de 2018 anunció su candidatura  a senadora para las Elecciones Generales 2018 por el Movimiento Kuña Pyrenda. Esta organización política fue la iniciativa de un grupo de mujeres feministas que se presentó con un manifiesto público el 15 de mayo de 2011. Es una plataforma ciudadana que se define como socialista, feminista y ecologista, si bien está integrada tanto por hombres como por mujeres que aspiran a los principios de igualdad y no discriminación de su ideario político. Entre los componentes de su programa legislativo para el período 2018-2023 se citan: la protección social y el trabajo decente, la protección del ambiente, la soberanía, la transparencia, la no discriminación y la democracia radical.